# Albi di Dylan Dog (2002)
Albi del fumetto Dylan Dog pubblicati nel 2002.
| Nr. | Titolo                      | Mese di pubblicazione | Soggetto            | Sceneggiatura       | Disegni             | Copertina    |
| --- | --------------------------- | --------------------- | ------------------- | ------------------- | ------------------- | ------------ |
| 184 | I misteri di Venezia        | gennaio               | Pasquale Ruju       | Pasquale Ruju       | Angelo Stano        | Angelo Stano |
| 185 | Phobia                      | gennaio               | Paola Barbato       | Paola Barbato       | Ugolino Cossu       | Angelo Stano |
| 186 | L'Uomo Nero                 | febbraio              | Luigi Mignacco      | Luigi Mignacco      | Pietro Dall'Agnol   | Angelo Stano |
| 187 | Amori perduti               | marzo                 | Giuseppe De Nardo   | Giuseppe De Nardo   | Bruno Brindisi      | Angelo Stano |
| 188 | Il Labirinto di Bangor      | aprile                | Claudio Chiaverotti | Claudio Chiaverotti | Corrado Roi         | Angelo Stano |
| 189 | Il prezzo della morte       | maggio                | Paola Barbato       | Paola Barbato       | Giovanni Freghieri  | Angelo Stano |
| 190 | Il segreto di Mordecai      | giugno                | Pasquale Ruju       | Pasquale Ruju       | Giampiero Casertano | Angelo Stano |
| 191 | Sciarada                    | luglio                | Paola Barbato       | Paola Barbato       | Luigi Piccatto      | Angelo Stano |
| 192 | Macchie solari              | agosto                | Pasquale Ruju       | Pasquale Ruju       | Bruno Brindisi      | Angelo Stano |
| 193 | L'eterna illusione          | settembre             | Pasquale Ruju       | Pasquale Ruju       | Corrado Roi         | Angelo Stano |
| 194 | La strega di Brentford      | ottobre               | Claudio Chiaverotti | Claudio Chiaverotti | Nicola Mari         | Angelo Stano |
| 195 | Uno strano cliente          | novembre              | Giuseppe De Nardo   | Giuseppe De Nardo   | Ugolino Cossu       | Angelo Stano |
| 196 | Chi ha ucciso Babbo Natale? | dicembre              | Pasquale Ruju       | Pasquale Ruju       | Gianpiero Casertano | Angelo Stano |

## I misteri di Venezia
Dylan Dog torna nuovamente a Venezia, dove pare che ci sia qualcuno in grado di trasformare i sogni in incubi. Durante le indagini Dylan incontrerà di nuovo il commissario Corradi, l'angelo caduto Saul e addirittura Giacomo Casanova.

## Phobia
Dylan Dog viene assunto da Marlene Wyle, una ragazza fobica patologia, che gli chiede di indagare sul dottor Gerold Aschenbach. La ragazza è infatti convinta che lo scienziato, che studia da anni le fobie, sia responsabile della morte di svariati fobici, morti proprio a causa della loro malattia.

## L'Uomo Nero
Sheila, l'attuale fidanzata di Dylan Dog, gli chiede di indagare su Timothy Madison, bambino al quale fa da baby sitter. Il bambino, che viene costantemente trascurato dai suoi genitori, sostiene infatti di aver visto l'Uomo nero.

## Amori perduti
Tre uomini, sir Robert Albright, Alan Levin e Joseph Colber si suicidano subito dopo aver avuto una visione del loro grande amore perduto. Dylan Dog inizia ad indagare, dopo essere stato anche lui contattato da Lillie Connolly che ormai Dylan pensava morta nella prigione di Dartmoor, la ragazza con cui voleva sposarsi quando ancora era un poliziotto.

## Il Labirinto di Bangor
Il Labirinto di Bangor è un gioco di ruolo di cui il Principe Skull è il protagonista malvagio. Il gioco riemerge dopo lungo tempo e così il suo protagonista inizierà ad uccidere tutti quelli che avevano giocato in passato.

## Il prezzo della morte
Un nuovo serial killer si aggira per le strade di Londra. Sei donne risultano scomparse, dei corpi non c'è traccia, ma quando i mignoli della mano destra di ciascuna donna vengono recapitati a Scotland Yard, il quadro diventa chiaro. All'apparenza sembra il classico caso per la polizia, che nulla ha a che vedere con Dylan Dog, ma spesso l'apparenza inganna.

## Il segreto di Mordecai
Mordecai Hildebrand Chase era un famoso ipnotizzatore e illusionista della Londra vittoriana che nel 1887 venne accusato dall'ispettore Herbert Bloch di aver ucciso la sua assistente e per questo condannato all'impiccagione, la leggenda vuole che però riuscì a sopravvivere. Da questo punto iniziano le ricerche della scrittrice Sondra Carver, aiutata da Dylan Dog e decisa a svelare il mistero di questo oscuro personaggio. Peccato che qualcuno stia progressivamente eliminando tutte le persone che potrebbero aiutarla nell'indagine. 

## Sciarada
L'ennesimo serial killer a Londra, questa volta si tratta di un enigmista che utilizza il corpo delle proprie vittime per comporre una sciarada che risolta fornisce nome, luogo e data della vittima successiva. Dylan Dog assieme all'ispettore Bloch si rivolgono ad Angelique Keller, l'unica persona in grado di risolvere gli enigmi. La ragazza si trova detenuta in carcere per aver sterminato in passato la sua famiglia.

## Macchie solari
Il dottor Pierce Saltzman è convinto che ci sia una correlazione tra l'aumento delle macchie solari e l'aumento del numero di omicidi e suicidi che avvengono a Londra, di conseguenza di rivolge a Dylan Dog per esporre la sua tesi. Dylan, inizialmente scettico, si occuperà del caso assieme al dottore e alla figlia June.

## L'eterna illusione
Dopo aver eliminato il terribile dottor Gaze, Dylan Dog incontra Diane Crane. Dylan è finalmente convinto di aver incontrato la donna della sua vita, con la quale invecchiare insieme. Di punto in bianco però la ragazza scompare e Dylan si convince che sia stata uccisa. Nel frattempo un nuovo assassino, Fallen, si aggira per le strade di Londra, ma pare che solo Dylan riesca a vederlo.
- Nell'Horror Club si legge che la frase citata: “meglio aver amato e aver perduto, che non aver amato mai” è di Lord Alfred Tennyson.

## La strega di Brentford
Vuole la leggenda che duecento anni fa, nel tranquillo paesino di Brentford, vivesse Sybil Warwick, una donna accusata di stregoneria e per questo sepolta viva, ma sopravvissuta grazie ai suoi malefici poteri. Tre ragazzi decidono di recarsi nel bosco alla ricerca della strega, sparendo misteriosamente. Claire, attuale fidanzata di Dylan Dog, lo coinvolgerà nelle indagini sulla risoluzione del mistero.
- L'albo è un chiaro omaggio a The Blair Witch Project.

## Uno strano cliente
Steve Cotrell è un pugile sparito a seguito di problemi avuti con la malavita. Il figlio Tommy, un bambino, decide così di rivolgersi a Dylan Dog affinché ritrovi suo padre e lo convinca a tornare con sua madre. Nonostante non si tratti di un caso per lui, Dylan non può rifiutare la richiesta del bambino.

## Chi ha ucciso Babbo Natale?
Dylan Dog si ritrova casualmente a Snowmouth, un paese del Galles sconvolto da una serie di omicidi di cui non si conosce il movente. Si troverà così ad indagare incontrando sulla sua strada Roald Thornsen, un berserker, i mitologici guerrieri orso ancora in vita, evaso da un ospedale psichiatrico norvegese.